# Арабат (автомобільне ралі)
Ралі «Арабат» — змагання з автомобільного ралі, яке проводилось поблизу Генічеська Херсонської області України з 2001 по 2003 роки як етап чемпіонату України. Організаторами ралі «Арабат» виступали Херсонський автомобільний клуб та Автомобільна федерація України.

## Історія
На початку 2000-х років Херсонський автомобільний клуб, з метою розширення географії організованих ним змагань, запропонував комітету ралі FAU включити до календаря нову гонку під назвою ралі «Арабат». Однією з ключових переваг змагання розцінювалось туристично привабливе розташування траси, яку було повністю прокладено по дорогах Арабатської стрілки, поблизу численних курортів узбережжя Азовського моря. 
Втім, доволі швидко з’ясувалось, що більшість учасників чемпіонату лишились не в захваті від важкого піщаного покриття траси, яке не витримувало кількох проїздів спортивних автомобілів. Навіть попри меншу (порівняно з іншими етапами чемпіонату) змагальну дистанцію, кількість технічних сходів з дистанції була нетипово високою — наприклад, в ралі «Арабат» 2002 року фінішу не дістались 12 екіпажів, що складало понад 50% всіх учасників. 
Намагаючись виправити ситуацію, організатори змагання спробували зробити гонку більш компактною, задля чого у 2002 та 2003 роках проводили її в одноденному форматі — але в підсумку це призвело до зростання кількості повторних проїздів одними й тими самими спецділянками. Коли ж на початку 2004 року в регламент ралійних змагань було внесено зміни щодо максимальної кількості проходжень однією ділянкою та мінімальної дистанції ралі, від проведення ралі «Арабат» було вирішено відмовитись. Надалі жодних спроб відновити це змагання не відбувалось.

## Траса
Основними змагальними ділянками ралі «Арабат» були СД під назвами «Пойма» та «Сиваш». Покриття траси в усіх випадках було ґрунтово-піщаним. 

## Переможці
| Рік  | Статус                   | Пілот                   | Штурман         | Автомобіль                |
| ---- | ------------------------ | ----------------------- | --------------- | ------------------------- |
| 2001 | Чемпіонат України з ралі | Володимир Петренко      | Ігор Полутов    | Mitsubishi Lancer Evo VI  |
| 2002 | Чемпіонат України з ралі | Олександр Салюк-старший | Леонід Косянчук | Mitsubishi Lancer Evo VII |
| 1996 | Чемпіонат України з ралі | Олександр Салюк-старший | Леонід Косянчук | Mitsubishi Lancer Evo VII |

## Цікаві факти
Найбільше учасників (42 екіпажі) стартувало в ралі «Арабат» 2003 року, найменше (20 екіпажів) — в ралі «Арабат» 2001 року. 